# Liste der Pfarren im Dekanat Ried im Innkreis
Das Dekanat Ried im Innkreis ist ein Dekanat der römisch-katholischen Diözese Linz.
Es umfasst 19 Pfarren.

## Pfarren mit Kirchengebäuden und Kapellen
| Pfarre                        | Seelsorgeraum | Patrozinium            | Kirchengebäude und Kapellen | Bild                      |
| ----------------------------- | ------------- | ---------------------- | --- | ------------------------- |
| Andrichsfurt                  | Ried-Nord     | Hlgst. Dreifaltigkeit  | Pfarrkirche Andrichsfurt Bründl-Kirche in Pötting | Pfarrkirche Andrichsfurt  |
| Aurolzmünster                 | Ried-Nord     | Hl. Mauritius          | Pfarrkirche Aurolzmünster | Pfarrkirche Aurolzmünster |
| Eberschwang                   | Ried-Süd      | Hl. Michael            | Pfarrkirche Eberschwang | Pfarrkirche Eberschwang   |
| Eitzing                       | Ried          | Mariä Himmelfahrt      | Pfarrkirche Eitzing | Pfarrkirche Eitzing       |
| Geiersberg                    | Ried-Süd      | Hl. Leonhard           | Pfarrkirche Geiersberg | Pfarrkirche Geiersberg    |
| Hohenzell                     | Ried-Süd      | Hl. Michael            | Pfarrkirche Hohenzell | Pfarrkirche Hohenzell     |
| Kirchheim im Innkreis         | Ried          | Hl. Nikolaus           | Pfarrkirche Kirchheim im Innkreis | Pfarrkirche Kirchheim     |
| Lohnsburg                     | Ried-Süd      | Hl. Nikolaus           | Pfarrkirche Lohnsburg Kapelle in Stelzen | Pfarrkirche Lohnsburg     |
| Mehrnbach                     | Ried          | Hl. Martin             | Pfarrkirche Mehrnbach Kapelle beim Schloss Riegerting | Pfarrkirche Mehrnbach     |
| Neuhofen im Innkreis          | Ried-Süd      | Hl. Nikolaus           | Pfarrkirche Neuhofen im Innkreis | Pfarrkirche Neuhofen      |
| Pattigham                     | Ried-Süd      | Hl. Laurentius         | Pfarrkirche Pattigham | Pfarrkirche Pattigham     |
| Peterskirchen                 | Ried-Nord     | Hll. Petrus und Paulus | Pfarrkirche Peterskirchen | Pfarrkirche Peterskirchen |
| Pramet                        | Ried-Süd      | Mariä Heimsuchung      | Pfarrkirche Pramet | Pfarrkirche Pramet        |
| Ried im Innkreis              | Ried          | Hll. Petrus und Paulus | Pfarrkirche Ried im Innkreis Filialkirche St. Anna, Filialkirche Kleinried, Kapuzinerkirche, Hauskapelle der Franziskanerinnen, Kapelle im Konvikt St. Josef, Hauskapelle der Barmherzigen Schwestern | Stadtpfarrkirche Ried     |
| Riedberg                      | Ried          | Hlgst. Dreifaltigkeit  | Pfarrkirche Riedberg Bildungszentrum St. Franziskus | Pfarrkirche Riedberg      |
| Schildorn                     | Ried-Süd      | Hl. Martin             | Pfarrkirche Schildorn | Pfarrkirche Schildorn     |
| St. Marienkirchen am Hausruck | Ried-Süd      | Mariä Himmelfahrt      | Pfarrkirche St. Marienkirchen am Hausruck | Pfarrkirche Marienkirchen |
| Taiskirchen im Innkreis       | Ried-Nord     | Hll. Simon und Judas   | Pfarrkirche Taiskirchen im Innkreis | Pfarrkirche Taiskirchen   |
| Tumeltsham                    | Ried-Nord     | Hl. Vitus              | Pfarrkirche Tumeltsham | Pfarrkirche Tumeltsham    |
| Waldzell                      | Ried-Süd      | Mariä Himmelfahrt      | Pfarrkirche Waldzell | Pfarrkirche Waldzell      |